# Dubno
Dubno' (ukrainsk: Ду́бно, polsk: Dubno) er en by og en hromada (kommune) i Ukraine beliggende ved floden Ikva i Rivne oblast (provins) i det vestlige Ukraine. Den fungerer som administrationscenter i Dubno rajon (distrikt). Byen ligger på krydset af to store europæiske landevejsruter, E40 og E85. Byen havde i 2021 en befolkning på omkring 37.257 mennesker. Den ligger i den historiske region Volhynien.
Under Den kolde krig var den hjemsted for den sovjetiske Dubno luftbase. Byen er også berømt for Dubno Slot.

## Galleri
- Lubomirski Palads
- Lutskporten
- Karmeliterkloster
- Bernardinerkloster
- Floden Ikva i Dubno
- Dombrowski manor i Dubno
- Jan Nepomukskirken
- Sankt Elijahkirken
- Ascensionkirken
- Monument for kommunismens ofre